# Brampton-Islands-Nationalpark
Der Brampton-Islands-Nationalpark (engl.: Brampton Islands National Park) ist ein Nationalpark im Osten des australischen Bundesstaates Queensland. Er liegt 834 km nordwestlich von Brisbane und etwa 35 km nördlich von Mackay. Er bedeckt den größten Teil von Brampton Island und die gesamte Fläche des benachbarten Carlisle Island. Der Park ist Teil des UNESCO-Weltnaturerbes Great Barrier Reef.
In der Umgebung liegen die Nationalparks South Cumberland Islands, Newry Islands, Yuwi Paree Toolkoon und Smith Islands.

## Lage
Er liegt 834 km nordwestlich von Brisbane und ca. 35 km nördlich von Mackay.

## Sehenswürdigkeiten und Einrichtungen
Im Park findet man Regenwälder, Sandstrände und Korallenriffe. Wanderwege gibt es zum höchsten Punkt von Brampton Island und um die Insel herum. Der 8,7 km lange Rundweg führt die Besucher durch lichten Eukalyptuswald, feuchten und trockenen Regenwald, Grasland und Mangrovenwälder.
Zelten ist auf Carlisle Island erlaubt, wo auch entsprechende Einrichtungen vorgehalten werden. Von Oktober bis Mai findet man im Meer um die Inseln Würfelquallen.